# Elisebeht Markström
Kerstin Elisebeht Markström, född 14 december 1955 i Sankt Nicolai församling i Nyköping, är en svensk politiker (socialdemokrat), som var riksdagsledamot 1995–2010.
Elisebeht Markström är initiativtagare till bildandet av Sveriges Kvinnojourers Riksförbund, efter namnbyte 2015 UNIZON, och var dess första ordförande 1996–2002. I mars 2006 berättade Markström i gaytidningen QX öppet om sin homosexualitet.
Under sin tid som riksdagsledamot var hon 1995–1997 ledamot i Utrikesutskottet och Konstitutionsutskottet (KU), 1997–2002 ledamot i Socialutskottet och KU samt 2002–2010 ledamot i Justitieutskottet och KU.
Sedan 2010 har Elisebeht Markström arbetat med att arrangera utbildningar, huvudsakligen i sociala frågor. Sedan 2014 är hon utöver uppdrag som vigselförrättare officiant vid borgerliga begravningar och vid barnvälkomnanden.